# Eleó
Eleón (en grec, Ελεών) és el nom d'una antiga ciutat grega de Beòcia, que va ser esmentada per Homer al Catàleg de les naus de la Ilíada, en el qual la primera posició correspon al contingent beoci, del que en formaven part els guerrers d'Eleó.
Segons Estrabó, es tractava d'un lloc que formava part de la tetrakomía del territori de Tanagra, juntament amb Harma, Micalessos i Fares. El geògraf afegeix que el significat del seu nom està relacionat amb la seva ubicació prop de pantans.
Des de l'Antiguitat existies diverses hipòtesis sobre si una altra ciutat citada per Homer com Eleó en el cant X era la mateixa ciutat que aquesta Eleó o una altra diferent que estaria situada a Tessàlia. Crates situava aquesta Eleó prop del mont Parnàs, però Demetri d'Escepsis deia que no podia trobar-se cap població amb aquest nom en el Parnàs. Estrabó diu que alguns creien que es tractava de la mateixa que Eleó de Beòcia, però ell era de l'opinió que no podia tractar-se d'aquesta ciutat.
Se sol identificar amb un jaciment micènic situat al costat d'on se situa actualment un petit poble del mateix nom: Eleó o Eleona, si bé hi ha dubtes que Eleó hagi estat plenament identificada.
En una de les tauletes micèniques amb inscripcions en lineal B que es van trobar a Tebes el 1995, figura escrit el lloc de Eleón.